# Jacobin (tidskrift)
Jacobin är en socialistisk tidskrift baserad i New York som berör politik, ekonomi och kultur från den amerikanska vänsterns perspektiv. Den tryckta kvartalsutgåvan har 40 000 läsare, och hemsidan har mer än en och en halv miljon visningar per månad.
Noam Chomsky har kallat tidskriften "ett ljus i mörka tider".
Sedan tidskriften lanserades 2010 har flera uppmärksammade skribenter bidragit med artiklar, bland annat Jeremy Corbyn, Slavoj Žižek och Gianis Varoufakis.